# Fritz!Box

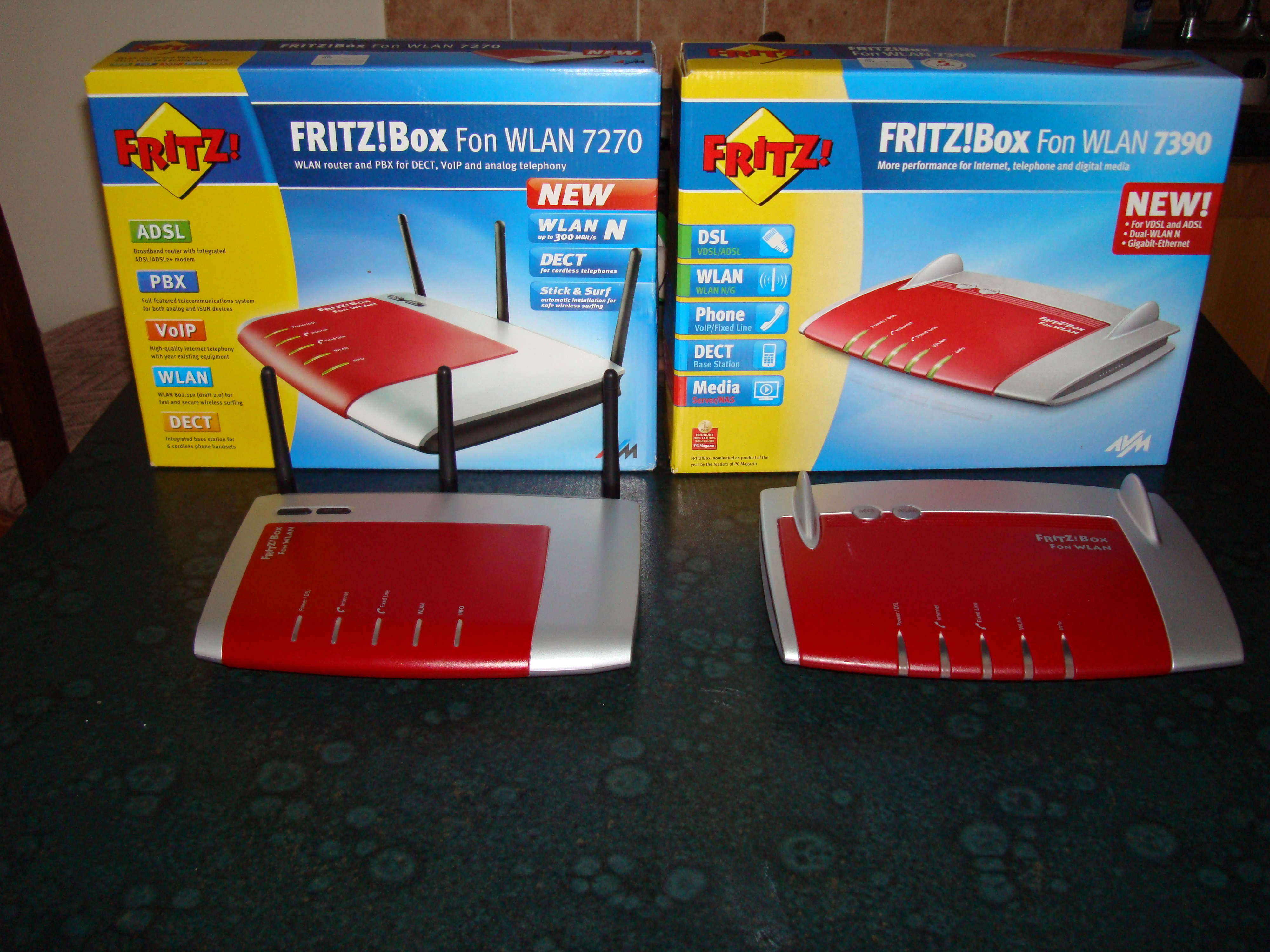
FRITZ!Box 7270 e 7390

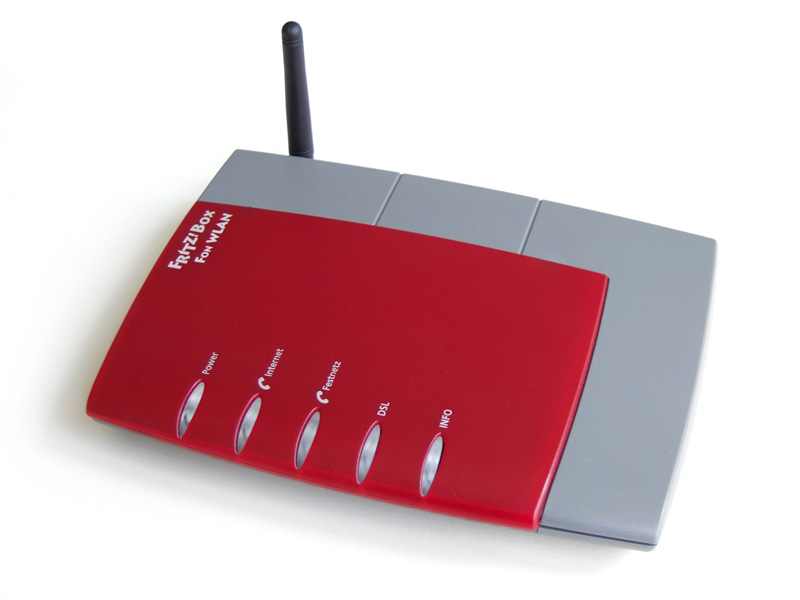
FRITZ!Box Fon WLAN

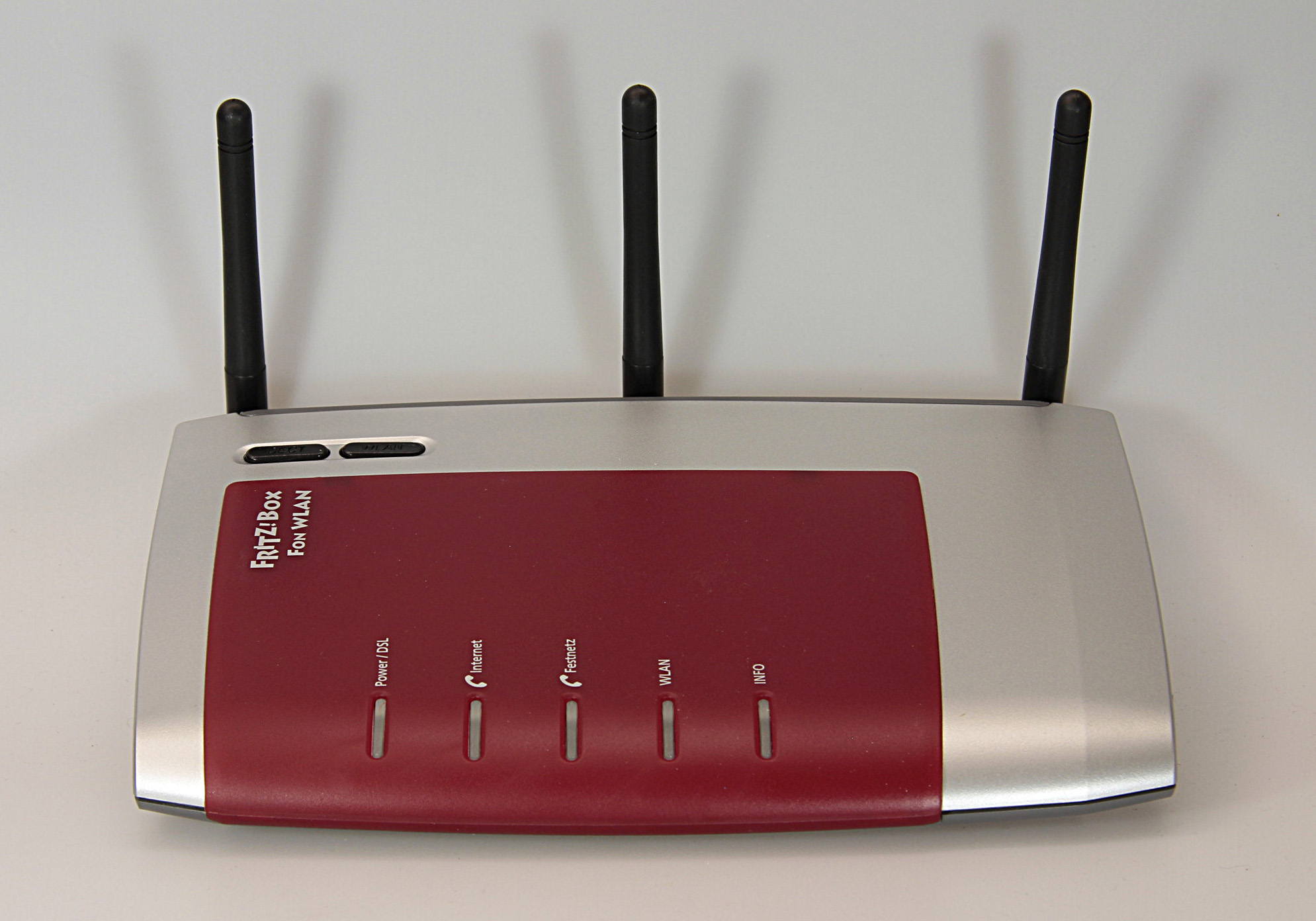
FRITZ!Box Fon WLAN 7270

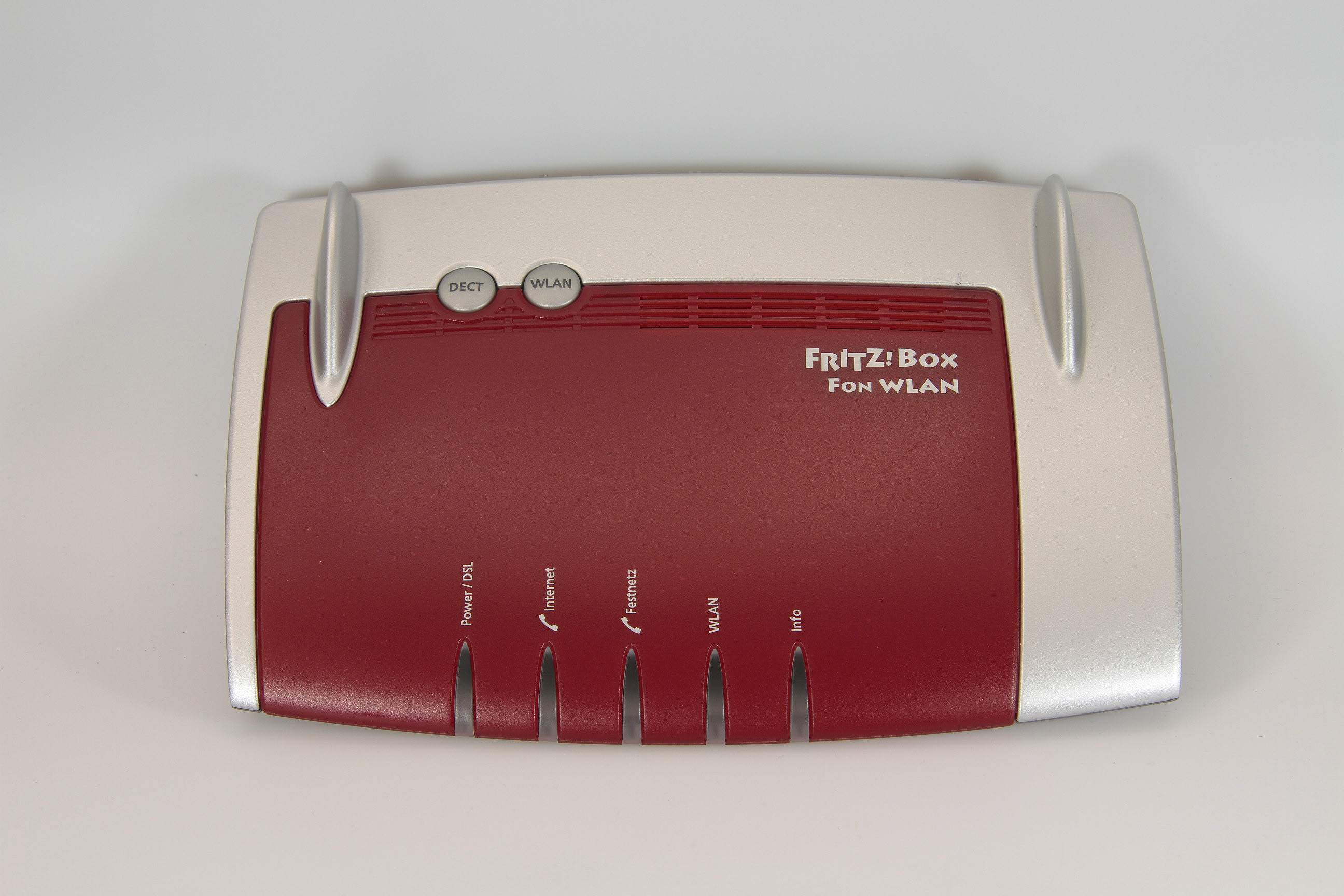
FRITZ!Box Fon WLAN 7390

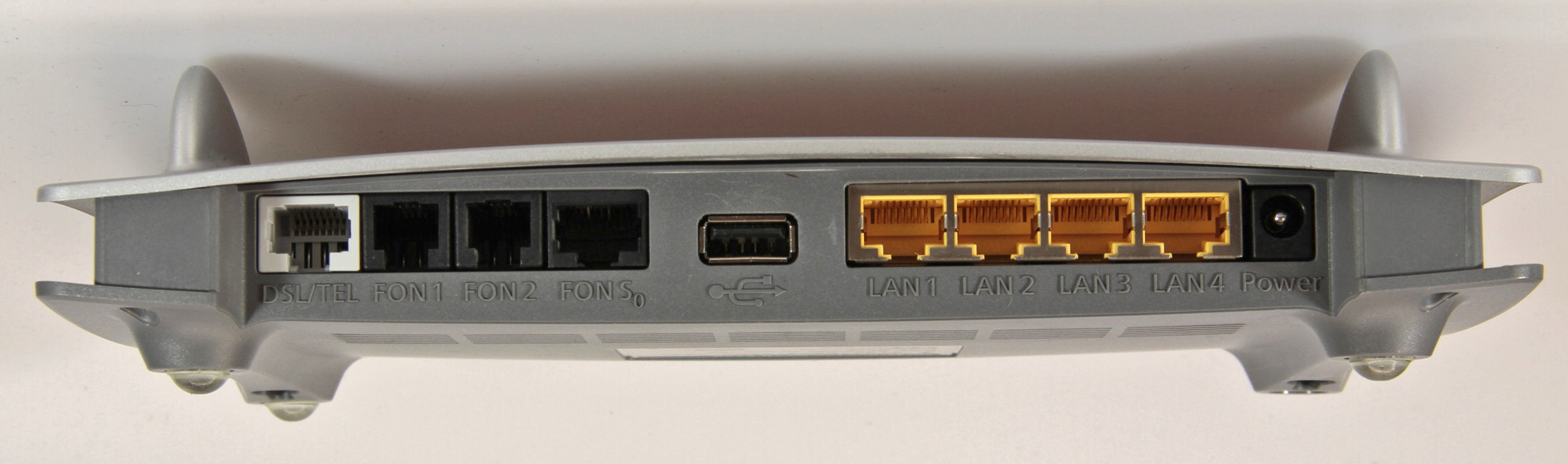
FRITZ!Box ligações

FRITZ!Box é uma família de gateways multifuncionais para banda larga e uma marca da empresa alemã AVM GmbH. Combina Internet e comunicações telefónicas com ou sem fios, Fax e atendedor de chamadas. Apresentada como produto em destaque pela primeira vez em 2004, na CeBIT a  FRITZ!Box possibilita a criação de uma rede doméstica e a conexão de computadores, consolas de jogos, TVs e outros eletrónicos de consumo à Internet. Além disso, os modelos FRITZ!Box Fon também integram um sistema de comunicações telefónicas que permitem telefones fixos (analógico e RDIS) e de Internet (Voz sobre IP).
AVM FRITZ!Box desenvolve e produz na Alemanha e foi nomeado como segundo maior produtor de "gateways residenciais" na Europa, após o fabricante francês Technicolor (Thomson).

## Variantes
FRITZ!Box oferece um conjunto de variantes que diferem em termos de funcionalidade e que são ajustados para diferentes tecnologias de banda larga. Actualmente há modelos FRITZ!Box para ADSL / VDSL, Cabo e LTE (Long Term Evolution). Cada FRITZ!Box poderá também funcionar em conjunto com um modem/terminal operacional existente, tal como um router.
Em Portugal, a FRITZ!Box Fon WLAN 7140 e a FRITZ!Box Fon WLAN 7270 são as escolhas mais populares.[carece de fontes?] Em 2015, a FRITZ!Box Fon WLAN 7390 é o maior modelo da família oferecendo  modem A / VDSL, portas gigabit 4x, WLAN-N  2,4 e 5 GHz, estação de base DECT GAP, atendedor de chamadas, VPN, acesso remoto, 2x portas USB e um servidor de mídia.

## Firmware
O firmware da FRITZ baseia-se num sistema Linux sob GPL. Além do firmware oficial, há também vários outros firmwares criados por especialistas em Linux que oferecem funções por vezes substancialmente diferentes do firmware original.
A AVM em si oferece aproximadamente um novo firmware a cada seis meses, destinado aos diferentes membros da família Fritz.
Desde junho de 2011, existe também o "FRITZ laboratório" para firmware internacional, onde o software beta experimental pode ser testado com novas extensões antes de ser transferido para o firmware normal.